# 三浦恵民

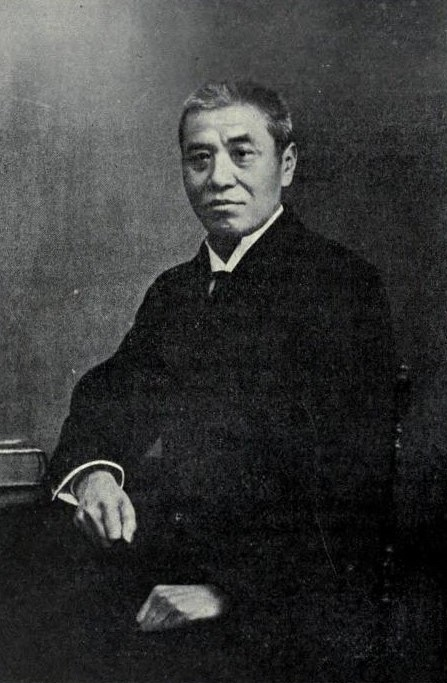
三浦恵民

三浦 恵民（旧字体：三浦 惠民、みうら けいみん、嘉永3年11月17日〈1850年12月20日〉- 1939年〈昭和14年〉1月ごろ）は、明治時代の名古屋市の人物。旧尾張藩士で、明治維新後は士族授産の活動から成立した電力会社名古屋電灯を24年にわたって経営した。

## 経歴
三浦恵民の経歴は名古屋電灯の後身東邦電力が纏めた稿本『名古屋電燈株式會社史』に詳しい。
三浦は嘉永3年11月17日（新暦：1850年12月20日）、名古屋城下に生まれた。父は三浦実といい、その長男にあたる。1865年（慶応元年）に家督を継いだ。尾張藩では南部隊旗手兼機械奉行を務め、14石6斗の俸禄（他に手当15両）を受けていた。廃藩後は1875年（明治8年）まで東京鎮台曹長の軍職にあった。
秩禄処分をうけて1878年（明治11年）以降、旧尾張藩士族の間においても復禄請願運動が活発化すると、三浦も運動に参加した。運動の過程では、集団で蓑笠に身を固め、京都から東京へ向かう大蔵卿松方正義を三重県の鈴鹿峠・一身田で待ち伏せ面会を強要したこともあったという。全国的な復禄運動の結果、明治政府は各府県を通じて勧業資金を貸し下げるという士族授産の方針を決定するに至る。三浦は旧尾張藩士族の総代として1882年（明治15年）から翌年にかけて東京に留まり、農商務大臣邸を訪れ陳情を重ねるなど勧業資金獲得の運動を続けた。
1884年（明治17年）になり、愛知県に対する士族授産事業のための勧業資金10万円余りの貸付けが決定をみた。士族たちがこの資金にていかなる事業を起こすかを検討した結果、県知事勝間田稔や旧尾張藩士族で工部省技師の宇都宮三郎の勧奨もあって新興事業である電灯事業の起業が決定する。知事の方針で、事業の確実性を高めるため地元商人も事業に参加させることとなり、商人側だけが発起人となって1887年（明治20年）9月、名古屋電灯会社が立ち上げられる。しかし間もなく出資に応じられないとして商人側が撤退し、名古屋電灯は勧業資金を元にした士族だけの会社として出発することになった。翌1888年（明治21年）9月18日、役員選出に伴い三浦が初代社長に就任した。社長となった三浦は、起業目論見書・収支予算書の作成や勧業資金の整理にあたった。
1889年（明治22年）12月15日、市内に完成した発電所「電灯中央局」からの配電が始まり、名古屋電灯は開業した。東京電灯・神戸電灯・大阪電灯・京都電灯に次いで5番目の電気事業にあたる。開業時の点灯数は400灯余りに過ぎなかったが、以後、名古屋電灯の事業成績は順調に拡大していく。開業当時、三浦の報酬は月額25円で、本社事務員が3名と少ないため自身で雑務もこなし備品購入にも奔走したという。
1891年（明治34年）1月25日、専務制への変更に伴い専務取締役に就任する。
次いで1907年（明治40年）1月28日、常務取締役に移行した。常務は2人体制であり、常に三浦ともう1人の取締役が在任する（和達陽太郎・佐治儀助・福澤桃介・兼松煕の4人が順に就任）。また資本金1600万円を擁する大会社となったのを機に1911年（明治44年）4月社長職が再設置され、同年7月前名古屋市長の加藤重三郎がその職に就いている。
1912年（明治45年）6月26日、経営悪化に対する批判の高まりをうけて三浦は兼松とともに常務を辞任。大正改元を機に行われた同年12月26日の役員総改選では、当時筆頭株主であった福澤桃介が新役員10名全員を指名したが、これに三浦は含まれず、そのまま取締役からの退任となった。三浦の退社に伴い、名古屋電灯取締役会は長年の功績を称え金杯・謝状と一時金・年金の贈呈を決定した。
その後、1928年（昭和3年）発行の『人事興信録』では、「名古屋信用組合理事」の肩書で三浦恵民の名が確認できる。電気協会の業界誌『電気協会雑誌』の1939年1月号（1月22日印刷納本）に訃報の掲載がある。

## 家族・親族
次男の三浦恵一（1879年生・1922年1月没）は東京帝国大学法科大学を出て特許局に入り、農商務省・特許局事務官を務めた。恵一の妻・宮子は陸軍大将野津道貫の娘。